# 京哈高速列車
京哈高速列車（けいは-こうそくれっしゃ）は、首都北京市と黒竜江省の省都であるハルビン市を結ぶ、高速鉄道の列車である。

## 沿革

### 前身
2013年12月28日、津秦旅客専用線の開業に伴い、中国鉄路北京局は北京南-ハルビン西間のG381/382列車の運行を開始した。 2015年9月1日と2019年12月30日には、中国鉄路ハルビン局も同路線を経由するG393/394列車とG371/372列車を設定した。 このうちG393/394列車は、2019年1月5日に運行区間が牡丹江駅まで延長されている。これらの列車は、秦皇島-瀋陽間で最高速度200km/hの路線を経由する為、現在よりも所要時間が長く、北京-ハルビン間に7時間を要した。

### 現在のルートでの運行開始
その後2021年1月22日、京哈旅客専用線の全線開業に伴い、北京-ハルビン間で新たに複数の高速動車組列車が定期運行を開始し、現在のルートで北京-ハルビン間を結ぶ京哈高速列車の運行が始まった。
2025年7月1日には、北京-瀋陽間の最高速度が310km/hから350km/hに引き上げられた。

## 使用車両
8両編成の復興号CR400AF・CR400BF型と、和諧号CRH380B型が使用される。16両編成の場合は、同型の2編成を連結して運行される。

## 時刻表
(詳細：北京-哈爾浜高速動車組列車 )

2025年7月時点のダイヤでは、同列車は北京-ハルビン間を4時間33分から6時間36分で走破する。下り最速達列車のG905列車は4時間33分、上り最速達列車のG914列車は4時間35分で両都市間を結ぶ。